# Czesław Drozdowski
Czesław Drozdowski ps. Domański (ur. 15 marca 1918 w Warszawie, zm. 18 maja 1997 w Australii) – polski wojskowy, kapitan Narodowych Sił Zbrojnych. 

## Życiorys
Od maja 1942 roku należał do Związku Jaszczurczego, a następnie do Narodowych Sił Zbrojnych. W latach 1943–44 był oficerem I batalionu Centrum Wyszkolenia Szkoły Podchorążych Piechoty w Warszawie. Wziął udział w powstaniu warszawskim, początkowo w randze porucznika. Wszedł w skład Legii Akademickiej NSZ na Starówce, był też dowódcą plutonu w 1. kompanii wypadowej kapitana Tadeusza Dąbrowskiego „Prusa” w batalionie „Gozdawa”. Od 21 sierpnia dowodził obroną Reduty Bank Polski. We wrześniu dowodził 3. kompanią Zgrupowania „Gozdawa”, a następnie 2. kompanią Legii Akademickiej. 
Po upadku powstania przebywał w obozach jenieckich, a po wyzwoleniu kolejno w: Brygadzie Świętokrzyskiej NSZ, 3. Dywizji Strzelców Karpackich oraz Polskich Kompaniach Wartowniczych.   
Był czterokrotnie odznaczony Krzyżem Walecznych.